# Strzyżewo Witkowskie
Strzyżewo Witkowskie (prononciation : [stʂɨˈʐɛvɔ vitˈkɔfskʲɛ]) est un village polonais de la gmina de Witkowo dans le powiat de Gniezno de la voïvodie de Grande-Pologne dans le centre-ouest de la Pologne.
Il se situe à environ 3 kilomètres à l'est de Witkowo (siège de la gmina), à 19 kilomètres au sud-est de Gniezno (siège du powiat) et à 62 kilomètres à l'est de Poznań (capitale régionale).

## Histoire
De 1975 à 1998, le village faisait partie du territoire de la voïvodie de Konin.

Depuis 1999, Strzyżewo Witkowskie est situé dans la voïvodie de Grande-Pologne.